# سداسي فلوروبلاتينات الزينون
سداسي فلوروبلاتينات الزينون وهو وصف لمنتج تم الحصول عليه من اتحاد كل من سداسي فلوريد البلاتين مع الزينون في تجربة أظهرت النشاط الكيميائي للغازات النبيلة (لهذا السبب تسمى الآن غازات نبيلة وليست غازات خاملة كما كان سابقاً).
قام نيل بارتلت من جامعة كولومبيا البريطانية بوضع صيغة -Xe+ [PtF6] لهذا المنتج، على الرغم من أن الأبحاث المتتالية أوضحت أن المنتج الذي حصل عليه بارتليت عبارة عن مزيج ولا يملك خصائص الأملاح.

## التحضير
يحضر سداسي فلورو بلاتينات الزينون من الزينون وسداسي فلوريد البلاتين (PtF6) كمحلول غازي في SF6.
يتم الاتحاد بين المتفاعلات عند درجة حرارة منخفضة 77K ويتم التسخين ببطء.